# 춘향전

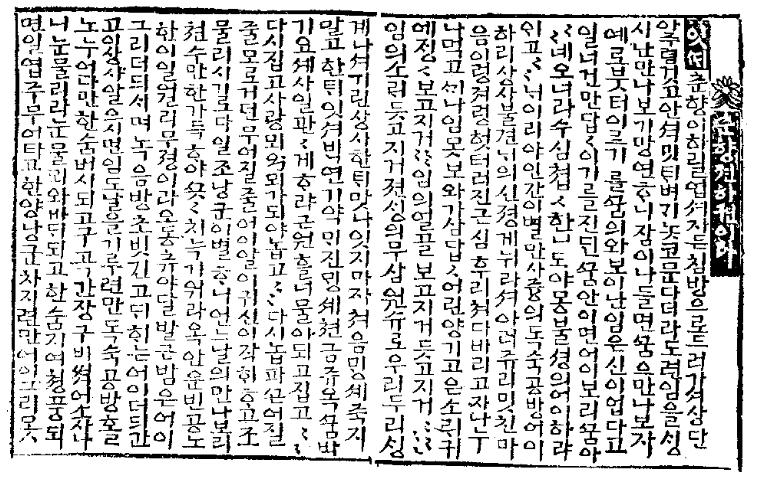
춘향전 한글판 영인본

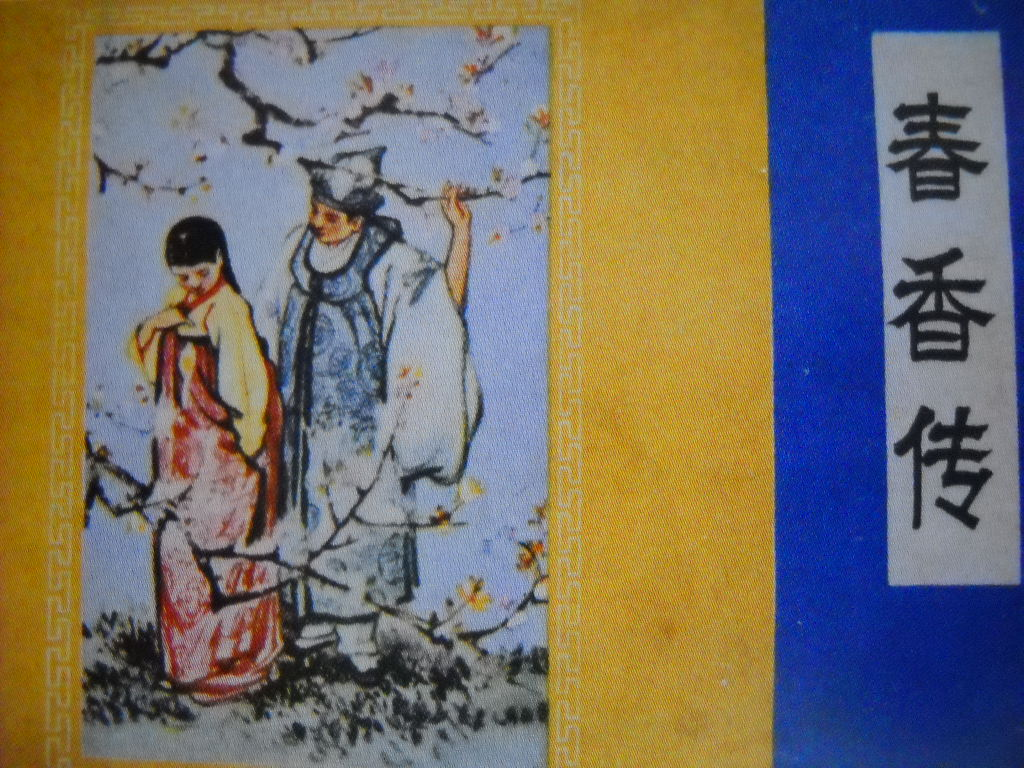
표지

《춘향전》(春香傳)은 조선의 고전 소설이다.

## 개설

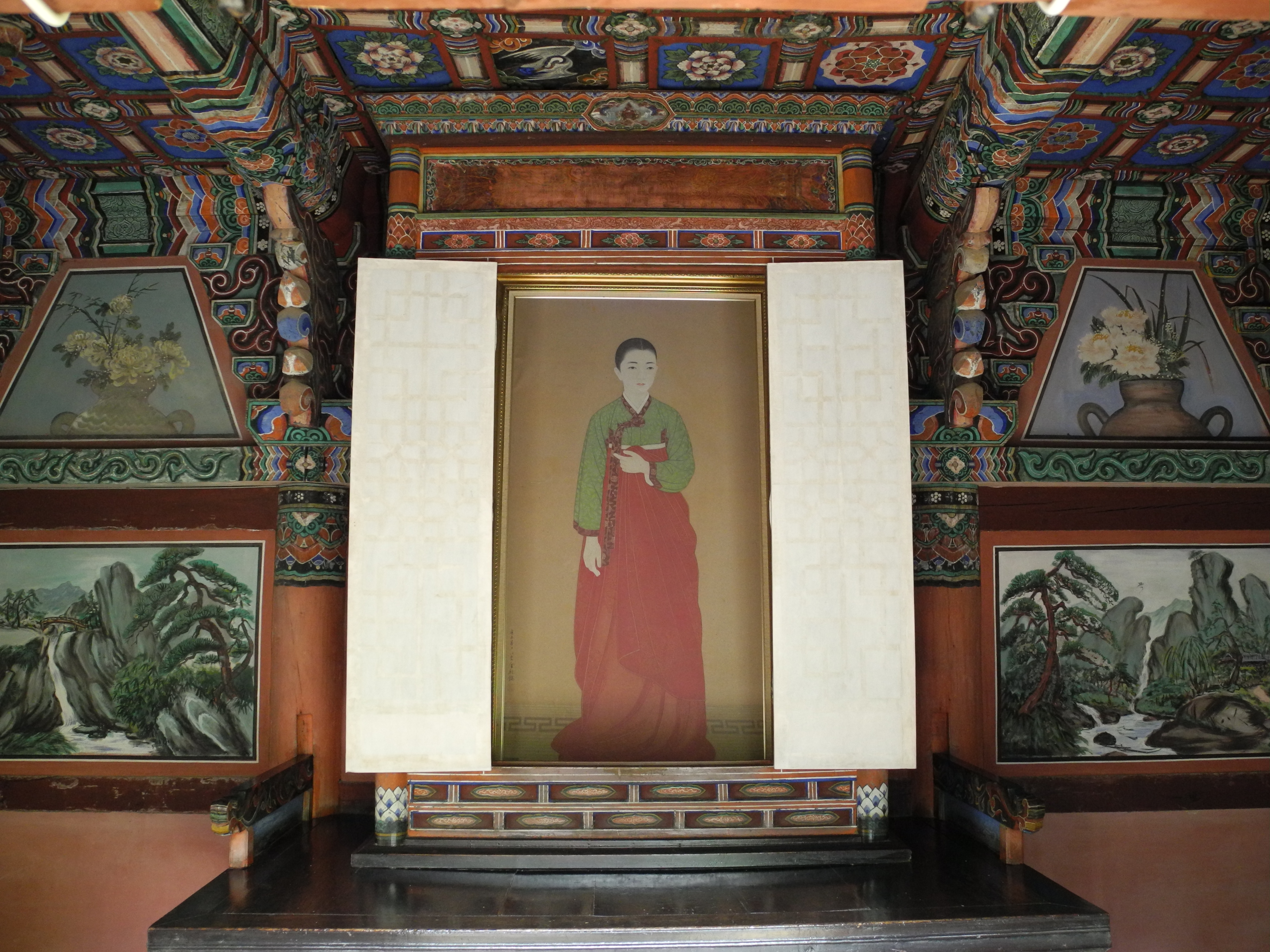
광한루원내 춘향사당에 있는 춘향의 영정.

### 사건 배경
대개의 고소설 작품들처럼 정확한 창작 시기와 작자는 알려지지 않았으나 조선 영조, 조선 정조 시대에 생성되어 개화기를 거치며 현재의 춘향전이 형성된 것으로 추측된다. 조선 후기 전라도 남원을 배경으로 하고 있으며, 시점은 전지적 작가 시점이다.

### 설화가 판소리계 소설이 되다
성이성과 남원 기생 춘향의 일화와 그밖에 박색 추녀 설화, 염정 설화, 암행어사 설화, 관탈 민녀 설화 등이 합쳐져 판소리 《춘향가》로 발전하였고, 판소리 사설이 소설로 각색되어 전하고 있다. 이런 <설화→판소리→소설>의 변이(變異) 과정에서 여러 가지 설화가 이몽룡과 춘향을 중심으로한 기본 플롯에 추가되며 하나의 판소리로 응집(凝集)된 것인데, 특히 당시 유행하던 암행어사설화(暗行御史說話)에 열녀설화(烈女說話)의 요소가 삽입된 것으로 보인다. 

### 이본들
춘향전은 판본 이본(異本)이 4종, 사본이 약 20여 종, 활자본이 50여 종, 번역본이 6, 7종이 있는데 대표적인 것은 경판 《춘향전》과 완판 《열녀춘향수절가(烈女春香守節歌)》이다. 또한 작자미상의 한문본인 懸吐漢文春香傳(현토한문춘향전)이 1차 1917년, 2차 1923년으로 창작, 발표연도로 표기되어 있으며, 1957년 이가원(李家源)과 조윤제(趙潤濟)의 완판 교주본(校註本)이 각각 나왔고, 1958년 구자균(具滋均)이 《문리논집(文理論集)》 제3집에 경판본을 주석(註釋)한 것이 있다. 민음사에서 펴낸 《춘향전》에도 경판 《춘향전》과 완판 《열녀춘향수절가(烈女春香守節歌)》이 가톨릭대학교 국어국문학과 송성욱 교수가 현대국어로 옮긴 판본과 영인본으로 수록되어 있다.

### 문학사에서 가지는 뜻
춘향전은 이몽룡이 남원 광한루에서 춘향이가 5월에 세류(가는 버드나무)처럼 아름다움을 자랑하면서 그네를 타는 모습을 보고 한눈에 애정을 느낀, 사회계급을 넘은 순수한 연애와 더불어 당시 서민들의 꿈과 정서를 보여주는 작품으로 조선 소설의 최대 걸작으로 평가되고 있으며, 수필가로 활약한(수필 무영록) 상허 이태준 작가는 계급간의 대립과 투쟁으로 읽기도 하는 등 국문학을 연구하는 학자들이 다양하게 해석할 정도로 독자들의 지극한 사랑을 받고 있다.

## 등장인물
- 성춘향(成春香) : 퇴역기생 월매의 딸. 생김새가 아름다우며 시화에도 능함, 초기의 작품에는 기생[1]이라 성씨가 없었으나 뒤에 성씨라는 성을 붙여 성춘향이 되었다.[2]
- 이몽룡(李夢龍) : 남원부사의 아들. 훤칠한 외모에 글재주가 뛰어난 인물, 초기 작품에는 성도령, 성몽룡으로 나타났다가 뒤에 이몽룡으로 개명한다. 나중에 과거에 급제 후 암행어사가 되어 변학도를 응징하여 봉고파직을 하고 나서 춘향하고 백년해로를 맺게 된다.
- 향단 : 성춘향이 부리는 노비. 춘향이와 이몽룡이 서로 사랑하여 첫날밤을 보낸 날, 이몽룡이 암행어사가 되어 거지꼴을 하고 온 날 밥상을 차림으로써 둘 사이의 사랑을 잇는 보조인물 역할을 한다.
- 방자 : 이몽룡이 부리는 노비. 방자는 사람 이름이 아니라, 조선시대에 관가에서 일하던 심부름꾼을 가리키는 말이라고 한다.[3] 방자라는 직책은 관가에 주둔하고 있으면서 지방관이 하는 이런저런 일 중 육체노동을 담당하거나 암행어사와 같이 돌아다니면서 암행어사를 보좌하는 개인 비서 역할을 하는 등 관리들이 유사시에 재량껏 사용하라고 존재하는 직책이다. 실제 민음사에서 펴낸 춘향전에 실린 삽화에는 방자가 관청에서 일하는 심부름꾼 차림을 하고 있다.
- 월매 : 기생, 남원의 퇴기 출신으로, 남원에서 주막을 운영했다. 성참판하고의 사이에서 성춘향을 낳았음.
- 변학도 : 통칭 변사또. 이몽룡의 아버지가 다른 관직으로 보직이동을 하자 그 후임으로 부임한 남원부사. 탐관오리로 주색에 빠져 백성들을 돌보지 않는다. 게다가 세금을 무겁게 징수해서 잔치를 즐기길 좋아하기 때문에 백성들이 도탄에 빠지게 되고 성춘향에게 강제로 수청을 들게 하지만 성춘향이 거절하자 감옥에 가둔다. 나중에는 암행어사가 출두하여 봉고파직을 당하게 된다.
- 운봉 : 변학도의 동료 사또로 운봉 현감. 눈치가 굉장히 빨라 이몽룡이 변학도의 행적을 비꼬는 시조를 읊자 재빨리 도망친다.
- 곡성 : 변학도의 동료 사또로 곡성 부사. 굉장히 소심하다.

## 줄거리

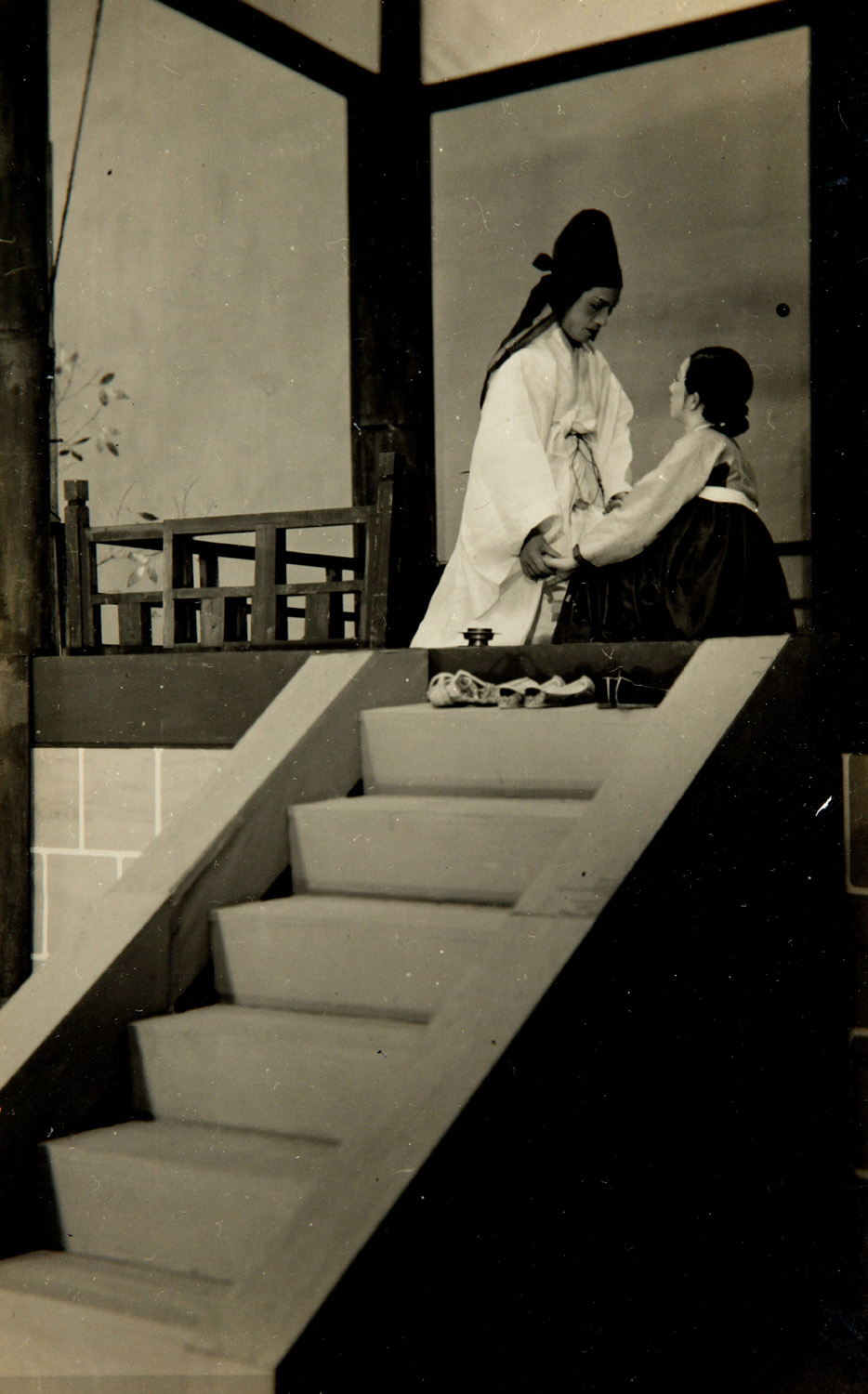
이도령과 춘향이 작별하는 장면

### 이야기 시작
숙종대왕 즉위 초에 퇴기 월매는 자식이 없어 매일 기도를 하여 성참판과의 사이에서 딸 춘향을 낳았다. 춘향은 어릴 때부터 용모가 아름답고 시와 그림에 능하여 온 고을의 사람들이 춘향을 칭송했다. 세월이 흘러 춘향이 열여섯되던 해, 음력 오월 오일 단옷날 사또 자제 이도령이 광한루에 봄 구경 갔다가 그 곳에서 그네를 타는 춘향을 보고 춘향의 아름다움에 반해 방자를 시켜 춘향을 데려오게 한다. 하지만, 춘향은 그에 응하지 않았다. 이도령은 그 날 춘향의 집으로 찾아가 월매에게 춘향과 백년가약을 맺겠다고 맹세하고 춘향과 부부의 연을 맺었다.
그러던 어느 날, 부친의 남원부사 임기가 끝나자 이도령과 춘향은 이별을 맞이했다.

### 헤어짐
이도령은 춘향과 다시 만날 것을 기약하고 서울로 떠났다. 새로 부임한 변학도는 만사 제쳐두고 이름난 기생들을 불러 모아 연일 잔치를 벌이는데, 그 와중에 예쁘기로 소문난 춘향도 불려가게 됐다. 변학도는 춘향이 기생의 딸이므로 춘향 또한 기생이나 마찬가지이니 수청을 들라고 했다. 그러나 춘향은 자신은 일부종사해야하니 수청을 들 수 없다고 거절하여 옥에 갇히게 되고, 화가 난 변학도가 춘향을 자신의 생일날 처벌하겠다고 했다.

### 갈등해소
한편 한양으로 간 이도령은 장원급제하여 암행어사로 다시 남원에 내려오게 됐다. 이도령은 변학도의 횡포와 춘향이 겪은 일들을 모두 듣게 되지만 자신의 신분을 속이기 위해 거렁뱅이 행세를 하며 넋 나간 사람처럼 행동했다. 춘향은 그런 그를 원망하기는커녕 여전히 변치 않는 사랑을 보여주며 월매에게 그를 극진히 대접해라주라고 부탁하기까지 했다.
드디어 변학도의 생일잔치 날, 남루한 행색을 한 이도령이 들어와 자신이 시를 한 수 지을 테니 술 한 잔만 대접해 달라고 하며 변학도가 백성을 핍박하는 것을 꼬집는 시를 지었다. 변학도는 그 시를 보고도 이도령의 정체를 알아차리지 못한 채 춘향을 불러내라 명령하고, 곧 암행어사 이도령이 출두했다. 변학도와 그 무리들은 포박당하고 이몽룡은 춘향이 자신을 알아보지 못하는 것을 알고 자신의 수청을 들라했다. 춘향이 거절하고 이몽룡이 만족해하며 사실을 밝히자, 춘향은 어사인 이도령을 알아보게 되고, 둘은 기쁘게 재회하게 되었다.
춘향은 굳은 절개로 인해 칭송받고 이도령과 함께 행복하게 살았다.

## 눈여겨 볼 부분
- 기생의 딸인 춘향과 양반자제인 몽룡의 '신분의 차이'를 뛰어넘은 사랑.
- 백성을 전제적으로 지배하던 변학도가 암행어사인 이몽룡에 의해 처벌당하는 것.
- 목숨의 위협을 받으면서도 굳은 사랑과 자신의 의지를 지키는 춘향의 모습.
- 작중 이몽룡이 읊은 시.

| “ | 금준미주(金樽美酒)는 천인혈(千人血)이요, (황금술잔에 담겨있는 맛좋은 술은 천명 백성의 피요,) 옥반가효(玉盤佳肴)는 만성고(萬姓膏)라. (옥쟁반에 담긴 맛있는 고기는 만 맥성의 기름이라.) 촉루락시(燭淚落時)에 민루락(民淚落)이요, (촛농이 떨어질 때 백성들의 피눈물이 떨어지고,) 가성고처(歌聲高處)에 원성고(怨聲高)라. (노랫소리 높은곳에 원망소리 드높아진다.) | ” |
|   | — 《작중 이몽룡이 읊은 시》 |   |

모든 문학 작품에서 그렇듯이, 춘향전 역시 당대의 시대상을 반영하고 있는 것으로 여겨진다. 작자와 연대 모두 미상이지만, 춘향전은 전 백성의 합작품으로 추측된다. 어느 시대에든 불가능했던 신분의 차이를 뛰어넘은 사랑을 그린 점이나, 백성을 전제적으로 지배하던 탐관오리가 통쾌하게 처벌당하는 모습 등을 보면 알 수 있듯이, 백성들은 문학작품을 통해 자신들이 꿈꾸는 것들을 대리만족했을 것이다. 그리고 목숨의 위협을 받으면서도 굳은 의지를 지키는 춘향의 모습은 열녀의 윤리관을 넘는 사랑에 대한 신념과 해방의 의지를 볼 수 있다.

## 기타

### 박색 추녀 설화
박색의 처녀로 이웃집 도령을 연모하였으나, 도령에게 거절당하자 물에 투신하여 자결하였다는 전설이다. 다른 이름은 박색 춘향 설화이다. 춘향전의 소재에 영향을 준 민담은 남원 주변 지역에서 전하던 추녀설화였다. 이를 일명 박색춘향 설화라고도 한다. 정확한 연대를 알 수 없는 사건으로, 성이성과 남원 기생 보다 앞선 시대부터 전라북도 남원과 주변 지역에 전해지던 전설이었다.
양반의 아들 혹은 이웃집 총각을 연모하던 여성은, 자신의 마음을 양반의 아들 또는 그 이웃집 총각에게 고백하였으나 매몰차게 거절당한다. 실망한 여성은 강에 몸을 던져 자살한다. 이때부터 그녀의 넋을 달래기 위한 위령제를 지냈고, 춘향이 연모하던 남성과 행복하게 산다는 주제로 극을 만든 것이 구전을 통해서 내려와 춘향전의 탄생에 일부 기여하였다.

### 성이성과 남원의 기녀
조선 후기의 문신, 학자 성이성과 남원 기생의 이야기를 뼈대로 했다는 주장이 있다. 다음은 그 주장의 내용이다.
춘향전이 양반의 체신을 상하게 한다는 여론이 나오자 조정은 성도령, 성몽룡이라고 패러디한 작가와 소리꾼, 가객들을 벌주게 되면서 성몽룡을 이몽룡으로 바꿔서 상연하게 되었다. 성이성은 남원부사인 아버지 성안의를 따라 왔다가, 남원의 기생 춘향과 정분을 맺게 된다. 그러나 춘향전에서 정렬부인으로 봉작되고 이도령(또는 성도령)과 행복한 여생을 보낸다는 스토리와는 다소 다르다. 성이성은 아버지 성안의가 승정원승지로 발령되면서 한성부한성으로 되돌아가게 되었고 이후 연락이 끊겼다. 한참 뒤 암행어사로 전라도로 내려오게 된 성이성은 옛날 남원에서의 기생의 일을 수소문하여 찾아보지만 찾지 못한다. 이때 성이성은 남원에서 예전에 만났던 기녀(혹은 주모)를 다시 만나지만 춘향의 행방을 찾아낼수 없었다. 그에 의하면 이미 새로운 사또의 수청을 들라는 강요를 거절했다가 옥사했다고도 하고, 처형당했다고도 한다.

## 관련 작품

### 원작에서 파생된 공연예술 작품들

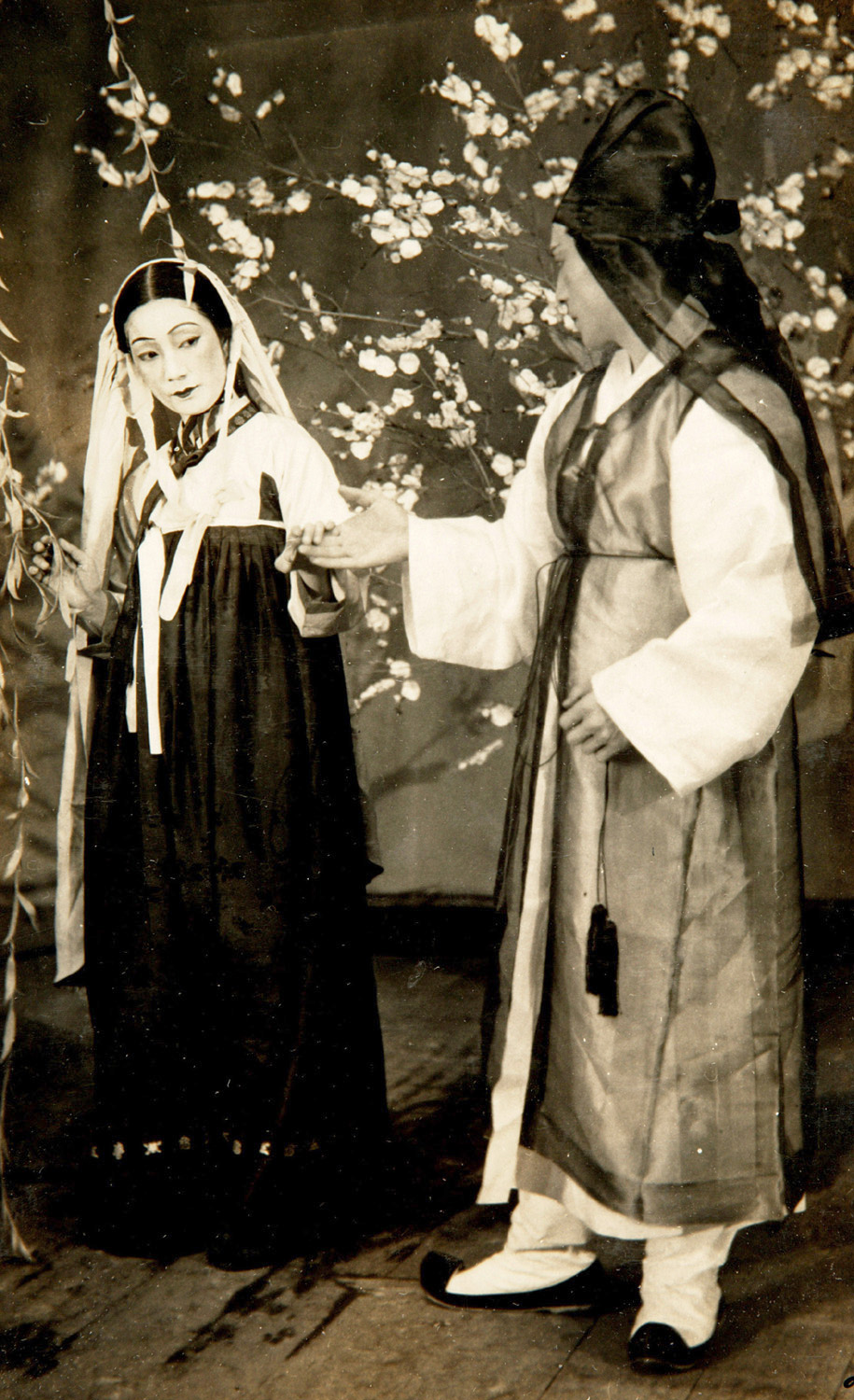
춘향이와 이도령이 오작교에서 만나는 장면

춘향전은 조선시대에 판소리 《춘향가》로 널리 불렸으며, 지금도 판소리 다섯 마당 중 하나로 인정받고 있다(같이 보기의 《춘향가》 참조). 이외에도 20세기 들어 판소리를 바탕으로 여러 등장인물이 출연하고 국악 관현악의 반주가 곁들여지는 형태의 창극으로도 공연되고 있다.
창극에 영향을 미친 서양 오페라나 뮤지컬 등의 형태로 재탄생시킨 작품도 여러 편 있으며, 주요 작품들은 다음과 같다.
- 오페라 《춘향전》 (현제명 작곡. 1949)
- 오페라 《춘향전》 (장일남 작곡. 1966)
- 뮤지컬 《대춘향전》 (김희조 작곡. 1968)
- 오페라 《춘향전》 (박준상 작곡. 1986)
- 신창악 오페라 《춘향전》 (김동진 작곡. 1993)

대한민국 외에 조선민주주의인민공화국이나 일본에서 창작된 작품들은 다음과 같다.
- 가극(오페라) 《춘향》 (리면상 작곡. 1948)
- 민족가극 《춘향전》 (평양예술단 명의의 집체작. 1988)
- 오페라 《춘향전》 (다카기 도로쿠(高木東六) 작곡. 1947)

### 창극 '대춘향전'
1946년 1월 대한국악원 주최로 국악인을 총망라, 국극사의 창립공연으로 상연했다. 이도령에 정남희(丁南希), 임방울, 춘향에 신숙(愼淑), 향단에 임수(任洙), 방자에 오태석, 사또에 조상선(趙相善), 월매에 임소향(林小香), 임유앵이 분장했다. 이 <대춘향전>은 해방의 감격과 우리의 음악, 우리의 창극을 되찾았다는 기쁨도 작용했거니와, 새로운 의욕과 열연으로 크게 환영받았다.

### 춘향을 패러디한 작품
일본의 만화 창작 집단인 클램프가 1992년에 발표한 《신춘향전(新・春香伝)》 은 춘향전 원전을 참고한 작품이나, 거의 새롭게 창작되었다. 춘향은 수동적인 여성이 아닌 무예에 능하고 활달한 성격의 인물로 설정되어 있으며, 원작에는 없던 사또의 아들 등 새로운 인물들이 추가되어 있다. 전반적으로 판타지 소설 풍의 스토리 전개를 취하고 있으며, KBS 2TV의 월화드라마 《쾌걸춘향》도 2005년 상반기 방영작으로 시청률 1위를 기록한 바 있다.
클램프 원작의 애니메이션 《츠바사 크로니클》의 〈나유타야 국(國)〉 편에도 이전 작품 등장인물이 그대로 등장하는 패러렐 월드가 설정되어 춘향이 등장하며, 여기서 등장하는 춘향은 원작 《신춘향전》의 마지막에 수록된 에피소드에 나오는 어린 시절 모습으로 등장한다.
- KBS 2TV 월화드라마 《쾌걸춘향》 (홍정은, 홍미란 극본. 전기상 연출. KBS 드라마본부, 2005)

## 풍자 문학

### 양반 사회에 대한 조소
춘향전에서 주인공인 도령(이도령 또는 성도령)은 춘향을 유혹하려 하면서 실수를 보인다. 이런 실수는 양반 사회에 대한 풍자, 희화화로 드러난다. 주인공인 도령은 방자로부터 온갖 희롱과 놀림을 당하고도 아무런 대응도 못하고 노리개감이 된다.
또 도령의 행동은 양반의 위선을 폭로하는 것이다. 이어 지방관들의 횡포를 폭로하고 그 위세당당하던 수령들도 더 큰 권력(암행어사) 앞에서는 인사불성이 되는 일차적인 인간상을 보여준다.

### 신분상승에 대한 희망
춘향은 양반 가문에 들어가 어엿한 며느리가 된다. 춘향전에서 춘향은 기생의 딸이다. 원전에는 천민인 기생의 후손이지만 뒤에 추가된 성참판의 딸 설을 기준으로 해도 어머니가 천인인 기생이다. 양반으로 간주한다고 해도 춘향은 성참판의 서녀(庶女)로서 서얼밖에는 되지 않는다. 이는 현실에서는 불가능한 일로 신분상승에 대한 욕구가 스며들어 간 것으로 해석된다 실제 경판본에서는 월매가 따님의 신분상승을 생각하면서 이몽룡과 춘향의 사랑을 허락한다..

## 같이 보기
- 춘향가
- 광한루
- 성이성